# The Lee
The Lee är en ort och civil parish i Storbritannien.   Den ligger i kommunen Buckinghamshire och riksdelen England, i den södra delen av landet, 50 km nordväst om huvudstaden London. The Lee ligger 198 meter över havet och antalet invånare är 698.
Terrängen runt The Lee är platt åt sydost, men åt nordväst är den kuperad. The Lee ligger uppe på en höjd. Runt The Lee är det tätbefolkat, med 459 invånare per kvadratkilometer. Närmaste större samhälle är Hemel Hempstead, 17,4 km öster om The Lee. I omgivningarna runt The Lee växer i huvudsak blandskog.